# قتع الجفنة
قَتَع الجَفْنَة هو نوع من العث يتبع فصيلة القتعيات . توجد في قبرص ورودس وفي لبنان وسوريا ومصر والمملكة العربية السعودية وفلسطين وإيران والأردن .